# 黄埔体育场
黄埔体育场位于中国广州市黄埔区大沙地东317号，占地3.6万平方米，是一个综合性体性训练基地，为黄埔区城市建设的重要配套设施。体育场具备符合国际标准的田径场和足球场，设有观众席12000个，并提供休息室和停车场。黄埔体育场曾承办九运会的女子足球比赛及2004年中国-缅甸足球对抗赛等一系列足球比赛。
2014年作为中甲球队广东日之泉的主场。
2024年作为中乙球队广东广州豹的主场。